# Avicularia alticeps
Avicularia alticeps és una espècie de taràntula que pertany a la família Theraphosidae. És una espècie endèmica d'Uruguai.